# Peccatori (film 1932)
Peccatori è un film del 1932, diretto da Alexander Hall. La sceneggiatura, firmata da Waldemar Young, Samuel Hoffenstein e Vincent Lawrence, si basa su The Beachcomber, racconto di Mildred Cram pubblicato sui numeri di febbraio e marzo 1932 di College Humor.

Prodotto e distribuito dalla Paramount, il film aveva come interpreti Carole Lombard, Chester Morris, Adrienne Ames, Alison Skipworth, Walter Byron. Vi appare anche un giovane Cary Grant, qui al suo secondo film.

## Trama
A New York, Doris Blake lavora come modella di lusso per le sfilate degli abiti delle eleganti signore della buona società. Ragazza ambiziosa, rimanda ogni progetto di nozze che le propone il fidanzato Jimmie, un meccanico, che per il momento non le offre altro che una prospettiva di vita dignitosa, ma povera. Jimmie allora, reagendo con dispetto, vuole invece dimostrarle di avere pure lui delle ambizioni e trova lavoro come chauffer di Claire Kinkaid, una milionaria. Intanto, durante una sfilata a Long Island, Doris conosce il ricco playboy Eric Nelson. Sapendo che lui sta per divorziare, Doris comincia a frequentarlo ma suo  padre, dopo che lei fa molte volte tardi la notte, la butta fuori casa e dice a Jimmie che lei se la fa con un uomo sposato. Ferito, Jimmie sposa Claire che, innamorata di lui, passa sopra al fatto che lui ama ancora Doris. Mentre Eric e Doris se la spassano allegramente, Lil, un'amica di entrambi, si suicida perché sa che l'uomo che ama non la sposerà mai. Jimmie, invece, durante un ricevimento, si sente appellare con il nome di gigolo da un altro degli invitati, un vero gigolo sposata con una ricca e vecchia vedova. Jimmie, mentre sta uscendo dal ricevimento, si imbatte in Doris e, furioso, la insulta. Venendo a sapere che Eric è partito per l'Europa con la moglie dopo averle lasciato un congruo assegno, Doris parte per New York per andare in California. Lì, a Santa Barbara, trova lavoro da una sarta locale. Intanto Jimmie, pentito di avere trattato male Doris, si lascia amichevolmente con Claire. Rintracciata Doris in California, Eric, di ritorno da Parigi dove ha divorziato, le dice di essere libero e che adesso la vuole sposare. Dapprima lei rifiuta la sua proposta, ma poi, rivedendolo per caso in un ascensore, i due si giurano eterno amore.

## Produzione
Il film fu girato con il titolo di lavorazione The Beachcomber (come il titolo del romanzo da cui prende spunto la pellicola). Il regista avrebbe dovuto essere William C. de Mille che, benché avesse accettato malvolentieri di prendersi carico di quell'impegno, lavorò al film ma solo nelle prime due settimane di riprese per poi andarsene abbandonando il set. Da quanto riportato da Hollywood Reporter, "le condizioni non erano state di suo gradimento". La casa di produzione optò allora per il nome di David Burton, un regista che sembrava ai produttori più idoneo di de Mille per un film che parlava di jazz e di vite al di fuori delle regole. La storia dovette essere riscritta e molte scene vennero eliminate, altre rigirate, né si sa con certezza se quelle già completate da de Mille siano poi mai state inserite nel montaggio finale. I tempi di lavorazione si dilatarono e, dalle tre settimane previste per il completamente delle riprese, si passò alle otto settimane. Per ciò che riguarda la regia, neanche Burton alla fine prese parte al film che fu girato effettivamente da Alexander Hall (pur se la Paramount aveva già pubblicizzato come sostituto il nome di Burton e fosse uscita una pubblicità in tal senso ancora nel marzo 1932).

### Cast
Nel film, ambientato in parte nel mondo della moda, appaiono numerose attrici nel ruolo di modelle tra le quali undici ragazze (Mary Ashcraft, Lynn Browning, Nadine Dore, Dorothy Dix, Mary Cooper, Muriel Evans, Harriet Matthews, Gale Ronn, Mary Jane Temple e Gwen Zetter) che, tra trecento partecipanti, avevano vinto un concorso indetto dalla Paramount, produttrice del film, nel marzo 1932. Tutte, bene o male, intrapresero la carriera cinematografica con alterne fortune.

## Distribuzione
Distribuito negli Stati Uniti dalla Paramount Pictures, il film uscì nelle sale il 13 maggio 1932.

### Date di uscita
IMDb
- USA	13 maggio 1932
- USA  1958  (TV)
- USA   DVD

Alias
- Sinners in the Sun	USA (titolo originale)
- Pecadores	Venezuela
- Pecadores sin careta	Spagna
- Peccatori	Italia
- The Beachcomber	USA (titolo di lavorazione)